# Chandler Canterbury
Chandler Canterbury (Texas, 15 de dezembro de 1998) é um ator estadunidense.

## Vida e carreira
Chandler Canterbury nasceu em Houston, Texas, filho de Kristine e Russell Canterbury. Ele tem um irmão mais velho, Colby, que também é ator, e uma irmã mais nova chamada Shelby, uma atriz. Ele estrelou o thriller da Summit Entertainment, Knowing, e ganhou um Young Artist Award de 2008 por sua performance como uma criança sociopata seguindo o exemplo assassino de seu pai em Criminal Minds (2005).
Ele foi visto em O Curioso Caso de Benjamin Button (2008), interpretando o personagem aos oito anos de idade, que tem a demência de um homem velho. Em 2010, ele apareceu no thriller psicológico After Life, ao lado de Liam Neeson e Christina Ricci. Papéis adicionais incluem aparições em Repo Men da Universal (2010) e em Powder Blue (2009) de Timothy Linh Bui. Ele apareceu como um jovem Peter Bishop no episódio Fringe " Subject 13 " (2011).
Em 2013, ele co-estrelou ao lado de Saoirse Ronan em The Host e interpretou o personagem principal ao lado de Annalise Basso em Standing Up, baseado em um livro de Brock Cole chamado The Goats.

## Filmografia
| Ano  | Filme                               | Papel                    | Notas                        |
| ---- | ----------------------------------- | ------------------------ | ---------------------------- |
| 2007 | Criminal Minds                      | David Smith              | Episódio "In Name and Blood" |
| 2008 | The Curious Case of Benjamin Button | Benjamin Button (8 anos) |                              |
| 2009 | Balls Out: Gary the Tennis Coach    | Gary (jovem)             |                              |
| 2009 | Powder Blue                         | Billy                    |                              |
| 2009 | Knowing                             | Caleb Koestler           |                              |
| 2010 | After.Life                          | Jack                     |                              |
| 2010 | Repo Men                            | Peter                    |                              |
| 2010 | R.L. Stine's The Haunting Hour      | Tim                      | Episódio "My Robot"          |
| 2011 | Fringe                              | Peter Bishop (jovem)     | Episódio "Subject 13"        |
| 2011 | A Bag of Hammers                    | Kelsey Patterson         |                              |
| 2012 | Little Red Wagon                    | Zach Bonner              |                              |
| 2013 | Standing Up                         | Howie                    |                              |
| 2013 | Angels Sing                         | David Walker             |                              |
| 2013 | The Host                            | Jaime Stryder            |                              |

## Prêmios
| Prêmio              | Ano  | Categoria                                                  | Resultado | Trabalho       |
| ------------------- | ---- | ---------------------------------------------------------- | --------- | -------------- |
| Young Artist Awards | 2008 | Melhor performance numa série - Jovem                      | Venceu    | Criminal Minds |
| Young Artist Awards | 2010 | Melhor performance num longa-metragem - Coadjuvante jovem  | Indicado  | Knowing        |
| Young Artist Awards | 2011 | Melhor performance num longa-metragem - Coadjuvante jovem  | Indicado  | After.Life     |
| Young Artist Awards | 2012 | Melhor performance em um programa de TV - Jovem 11-13 anos | Indicado  | Fringe         |